# Paul Saunière
Pour les articles homonymes, voir Saunière.
Paul Saunière (Paris, 20 octobre 1827 - Paris 17e, 21 novembre 1894) est un journaliste et écrivain français, célèbre pour ses romans-feuilletons. 

## Biographie
Fils d'un avocat, il fait ses études de droit et devient employé à l'administration de la Compagnie d'Orléans lorsqu'il donne sa démission pour devenir chroniqueur au Gaulois. Secrétaire d'Alexandre Dumas, feuilletoniste entre au du Figaro, en 1884, il voyage au Canada et aux États-Unis avec le directeur du journal Le Yacht. Ils partent du Havre le 9 juin sur le yacht de luxe La Nubienne, propriété de l'industriel Edmond Blanc et entre dans le golfe du Saint-Laurent le 22. 
Ils visitent Québec puis Montréal et, en train, gagne Toronto. Ils voient les chutes du Niagara et, par Buffalo et Albany, arrive à Saratoga. De là, ils descendent l'Hudson jusqu'à New York (2-8 juillet). Ils reviennent à Trouville-sur-Mer le 25 juillet.

## Hommages
- Une rue de Paris, la rue Paul-Saunière, a été baptisée en son honneur.
- Chevalier de la Légion d'honneur, 11 janvier 1877[1].

## Œuvres

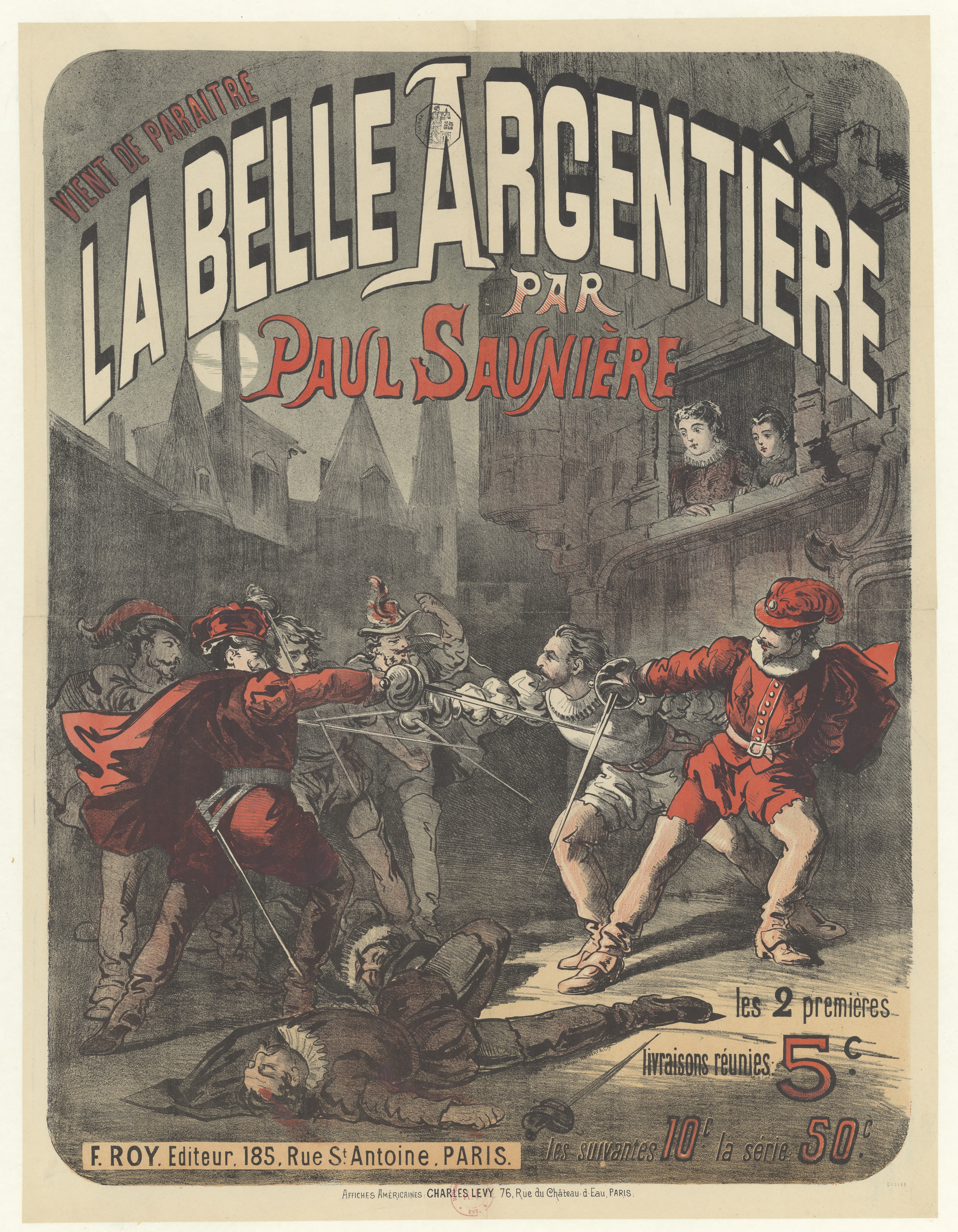
Publicité pour La Belle Argentière.

- Un fils d'adoption, L. de Potter, 1864
- Le roi Misère, Roy, 1868[2]
- Le Petit Mariole, Le Figaro, 1870
- Les Chevaliers du saphir, Dentu, 1872[3]
- La Meunière de Moulin-Galant, L’Événement, 1872, puis en volume, Rouff, 1926
- Mademoiselle Aglaé, Sartorius, 1874
- Le Lieutenant aux gardes, Dentu, 1875
- L'héritage d'Olga, 2 vols., Dentu, 1876
- Les Aventures véridiques de Jean Barchalou, Lefèvre, 1876
- Un gendre à tout prix, Dentu, 1877
- Le capitaine Belle-Humeur, Dentu, 1878
- Mamzell' Rossignol, 2 vols., Dentu, 1878
- Le Prince Cachemire, Dentu, 1878
- Le legs du pendu, Dentu, 1879
- La Meunière de Moulin-Galant, Roy, 1879
- Monseigneur, Rouff, 1879
- Le Drame de Pontcharra, Rouff, 1880
- La Belle Argentière, 2 vols., Dentu, 1880
- Flamberge, Roy, 1880
- La Capote rose, Dentu, 1880
- Dette d'honneur, Plon, 1880
- Le Secret d'or, Rouff, 1880
- La Succession Marignan, Plon, 1881
- Madame Rabat-Joie, Dentu, 1881
- Le capitaine Marius, Dentu, 1882
- Le Neveu d'Amérique, Dentu, 1882
- Papa la gratte, Dentu, 1882
- Les Écumeurs de rivières, Dentu, 1883
- Les Jouisseurs, Dentu, 1883
- La Petite marquise, Dentu, 1883
- A travers l'Atlantique. Journal de bord de La Nubienne dans son voyage au Canada et aux États-Unis, Dentu, 1884
- La petite marquise, Rouff, 1884
- Le Père Braséro, Dentu, 1884
- Fleur de vertu, C. Marpon et E. Flammarion, 1885
- Le Beau Sylvain, 2 vols., Dentu, 1885
- Maigrichonne, Marpon et Flammarion, 1885
- Le Secret de la Roche Noire, Dentu, 1886[4]
- Le Chevalier Tempête, Dentu, 1887
- Une fille des Pharaons, Dentu, 1889
- La Recluse de Montfleury, Dentu, 1889
- Vif-Argent, Marpon et Flammarion, 1890
- La Connétable Colonna, Dentu, 1894
- Un Drame sous la Régence, posth., Société d'édition et de publications, 1919